# Adolphe Lechtenberg
Adolphe Lechtenberg  (* 5. Juli 1952 in Gelsenkirchen) ist ein deutscher Maler und Zeichner. Er lebt in Düsseldorf.

## Werdegang
Nach dem Abitur am Grillo-Gymnasium in Gelsenkirchen, wo Franz-Joseph van der Grinten von 1965 bis 1971 und Johannes Stüttgen von 1971 bis 1973 seine Lehrer im Fach Kunst waren und die für seinen weiteren künstlerischen Werdegang große Bedeutung hatten, studierte Lechtenberg freie Malerei an der Staatlichen Kunstakademie in Düsseldorf. Seine Lehrer dort waren Fritz Schwegler, Joseph Beuys und Erwin Heerich. 1978 wurde Adolphe Lechtenberg Meisterschüler bei Erwin Heerich.
Im Paul Pozozza Museum war er als Projektinitiator und Kurator langjährig tätig. Seit Beginn der 1980er Jahre wurden seine Arbeiten in zahlreichen Einzelausstellungen und Gruppenprojekten in Deutschland und anderen Ländern gezeigt und verbreitet.
Seit 1980 entstehen auch Texte parallel zu seinen Bildern.
Seit 2006 unternimmt Adolphe Lechtenberg lange Reisen nach Mexiko. Die dortigen Aufenthalte haben einen bedeutenden und erneuernden Einfluss auf seine Arbeiten.
In diesem Zusammenhang initiierte er 2007/08 eine Ausstellung von vier Künstlern aus Mexiko und vier Künstlern aus Düsseldorf unter dem Titel „Imagen Nómada“. Die Ausstellung wurde im Mai 2008 im Goethe-Institut Düsseldorf realisiert.

## Werk
In den achtziger Jahren begann auch Adolphe Lechtenbergs Beschäftigung mit der Dreidimensionalität.
1987 realisierte er einen Bühnenraum am Westfälischen Landestheater in Castrop-Rauxel.
Es entstanden eine Reihe von Bildern, an die dreidimensionale bemalte Teile aus Holz, Leinwand und Schnüren angefügt wurden. Überhaupt wurde der Raum in seine Arbeit einbezogen, wie z. B. in „Ausfüllen-Explorer“ von 1996.
Deutlich ist die intensive Auseinandersetzung mit der Auswirkung der Farbe auf die Umgebung. In seinen Bildern und Objekten bleibt Farbe als Material in seiner Unmittelbarkeit erhalten, thematisiert dadurch auch sich selbst. Sie ist zugleich Erscheinung und Ausstrahlung. Die Farbe – Materie und spirituelle Substanz in einem – strahlt aus, erzeugt Raum, definiert den Raum.
Neben der malerischen Arbeit nimmt auch die Zeichnung eine große Bedeutung im Werk von Adolphe Lechtenberg ein.

## Inhalte seiner Bilder
Paradiese, Vernetzungen, Masken, Orte und Wege, Kreuzpunkte von Begegnen und Verlassen, Bleiben und Gehen sind Themen seiner Bilder, Zeichnungen und dreidimensionalen Arbeiten, in denen Prozesshaftigkeit und der Wille zur Erforschung neuer Denkmöglichkeiten deutlich werden.

## Galerie

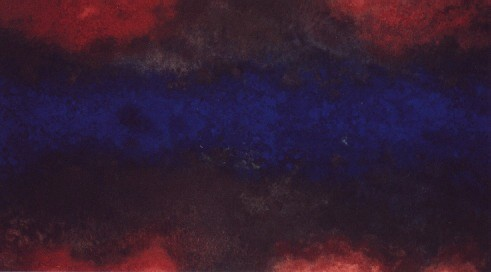
Blauer Schatten, 120 cm × 215 cm; oil and pigment on canvas;1996/97
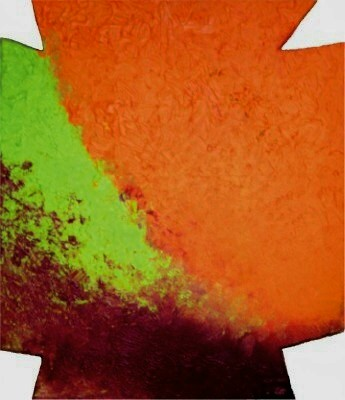
Kleines Kreuz, 35 cm × 40,5 cm; Öl auf Holz; 1999
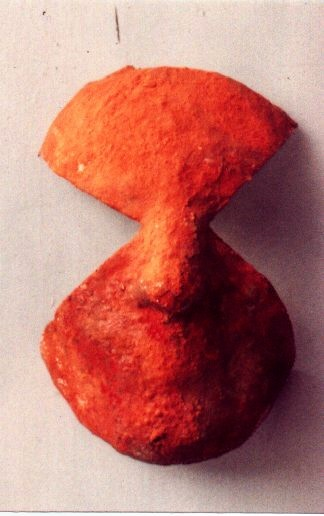
Maske 1, Pigment auf Gips
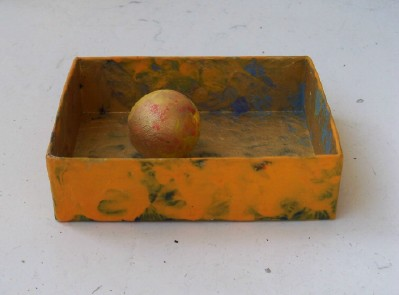
Universo, 11 cm × 8 cm × 3 cm; Acryl, Pappschachtel, Holzkugel; 2006
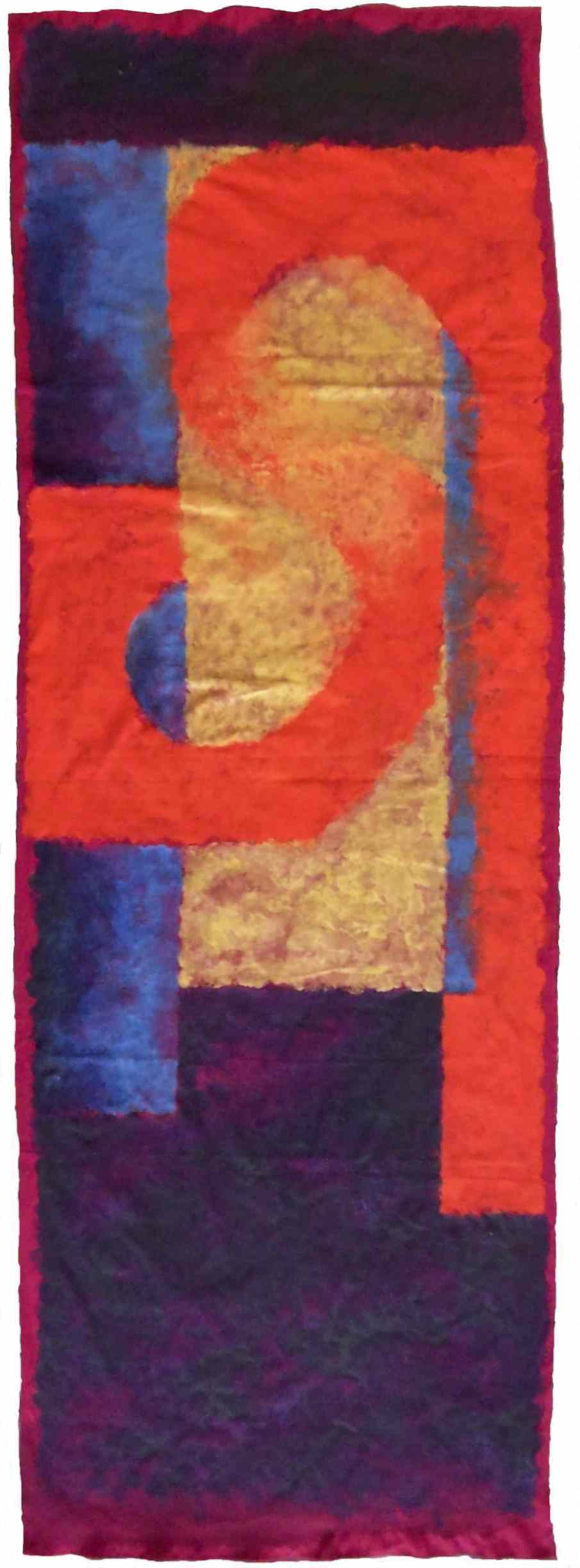
Puente; 155 cm × 53 cm; acrílico sobre tela, 2009

## Einzelausstellungen (Auswahl)
- 1982: Malerei, Kunstverein Bochum im Haus Kemnade, Bochum
- 1983: Malerei und Zeichnung, Kunsthist. Institut der Universität Bonn
- Städtische Galerie Düsseldorf
- 1984: Galerie Janine Mautsch, Köln
- Planetenwanderung, Kunsthalle Düsseldorf
- 1985: St. Markus Nied, Frankfurt/M.
- Bleiben, Gehen, Kunstverein Oerlinghausen und
- Mönchehaus Museum für moderne Kunst, Goslar
- Galerie Janine Mautsch, Köln
- 1986: Halbmenschen, Viertelmenschen, Galerie Symbol, Köln
- 1987: Galerie Annelie Brusten, Wuppertal
- Städtische Galerie Schloß Oberhausen
- Kunststation Frankfurt/M.
- Galerie J. Friedrich, Dortmund
- Galerie Ute Parduhn, Düsseldorf
- 1988: Galerie Annelie Brusten, Wuppertal
- Galerie Janine Mautsch, Köln
- Galerie Am Kleinen Markt, Mannheim
- Galerie waschSalon, Frankfurt/M.
- 1990: Galerie Gudrun Boncz, Stuttgart
- Galerie Annelie Brusten, Wuppertal
- 1991: Galerie Ute Parduhn, Düsseldorf
- 1993: Art-Ort, Ingeborg-Drewitz-Gesamtschule Gladbeck
- Art-Ort, Maria-Sibylla-Merian-Gesamtschule Bochum
- Art-Ort, Museum Bochum
- Städtische Galerie Kaarst
- Galerie Annelie Brusten, Wuppertal
- 1994: Galerie Ali Jasim, Düsseldorf
- 1996: Multimedia Galerie Jürgen Hoog, Köln
- 1997: Galerie Ali Jasim, Düsseldorf
- 1998: änderinnern-Ortsfragmente, Kath. Hochschulgemeinde Wuppertal
- 1998/99  Kreuzpunkte, Satelliten, Verstecke, TZR-Galerie Bochum
- 1999: Malerei und Zeichnung, Kunstverein Brühl
- Rheinstein, Düsseldorf
- 2000: Sonderzeichen. Ohne Grenzen, ARKA Kulturwerkstatt/Zeche Zollverein Essen
- 2000/01: Färbungen, Ausdehnungen, Häute, TZR-Galerie Bochum
- 2001: Galerie Ali Jasim, Düsseldorf
- Galerie am Luftsalon und Galerie im Wintergarten, Gärten der Sinne bei Gehren/Niederlausitz
- Öffnungen in Schattenzonen, Etage 20, Düsseldorf
- 2003: Masken, Spiegel und Geflechte, Galerie Lorch + Seidel, Berlin
- 2004: Entdeckungen und Farbenfluss, Galerie Hannelore Golkar im Lindner-Hotel, Wuppertal
- 2005: tagrotblanksilbernlichtrein, Hermann Fischer Haus, Neuss-Norf
- 2007: Galerie Alfred Boettger, Bonn
- 2008: Zeichnungen; Santo Tomás Moro, Coyoacán, México D.F., México
- 2009: Galerie Kümmel, Lüdenscheid
- 2011: Bild, Zeichnung, Collage, Galerie Alfred Boettger, Bonn

## Eigene Projekte und Beteiligungen
- 1984–1987: Organisation von Ausstellungen im Paul Pozozza Museum
- 1987/88: Bild für den U-Bahnhof Heinrich-Heine-Allee, Düsseldorf
- 1987: Bühnenprojekt am Westfälischen Landestheater in Castrop-Rauxel
- 1988: Wandarbeit an einem Gebäude auf dem Messegelände Hannover
- 1991: Sechs Grundsteinlegungen für das Paul Pozozza Museum in Zentralamerika
- 1992: Teilnahme an den internationalen Malerwochen in Piran, Slowenien
- 1993: Arbeitsprojekt mit vier Künstlern aus Havanna, Kuba
- 1996: Grundsteinlegung für das Paul Pozozza Museum in Berlin, in Zusammenarbeit mit dem Neuen Berliner Kunstverein
- 1998: Teilnahme am Symposium Champs magnétiques, Gärten der Sinne, Gehren/Niederlausitz
- 2002: Beteiligung an zwischenstop, einem Projekt des Museums für werdende Kunst (MWK), Kassel
- 2003: Beteiligung an Eutropa, einem Projekt des MWK, Berlin
- seit 2006: Langfristige Aufenthalte in Mexiko

## Teilnahme an Gruppenausstellungen (Auswahl)
- 1982: „0211“, Kunstmuseum Düsseldorf
- 1985: Faux Mouvement, Metz
- 1987 „Ucronia“, Turin
- 1988: Kampnagelfabrik Hamburg
- 1989: „BonAngeles“, Vertretung des Landes Nordrhein-Westfalen in Bonn und Santa Monica Museum of Art, Los Angeles
- „Créateurs de l’Europe – Utopies ’89“, Grand Palais, Paris
- 1990: Museum Morsbroich, Leverkusen
- 1991: Museo de Bellas Artes, Santander, Spanien
- 1992: Ludwig Forum, Aachen
- 1993: „Aus Passion – Hommage an Franz Joseph van der Grinten“, Schloss Augustusburg Brühl, Veranstalter Brühler Kunstverein und Wienand Verlag Köln
- 1994: Galeria Aspekty, Warschau
- 1996: Kemal-Atatürk-Kulturzentrum, Istanbul
- 2000: Bilgi University Art Gallery, Istanbul
- 2005: Kunstverein Region Heinsberg, Jubiläumsausstellung, 20 × 20
- 2007: „Paradies Premiere“, Cabinett, Düsseldorf
- 2008: Imagen Nómada – Teil 1, Goethe-Institut Düsseldorf
- „Souvenir-Transfert imaginaire“, Center of Contemporary Art Pyramida, Haifa/Israel
- 2010: „Lebensläufe – von hier und zurück“; Kunstverein im Kunstmuseum Gelsenkirchen
- „Im Spannungsfeld des erweiterten Kunstbegriffs – Gelsenkirchener um Joseph Beuys“, Ausstellung im City Center der Stadt Gelsenkirchen